# Maria Bolognesi
Maria Bolognesi (ur. 21 października 1924 w Bosaro zm. 30 stycznia 1980) – włoska mistyczka, błogosławiona Kościoła katolickiego.

## Życiorys
Maria Bolognesi urodziła się 21 października 1924 roku w Bosaro we Włoszech. Była mistyczką, doznawała objawień Jezusa Chrystusa, a także opętania. W ostatnich dniach życia cierpiała na wiele chorób. Zmarła 30 stycznia 1980 roku.
W dniu 2 maja 2013 roku papież Franciszek ogłosił ją czcigodną, a 7 września została ogłoszoną błogosławioną.